# 氫氣基礎設施

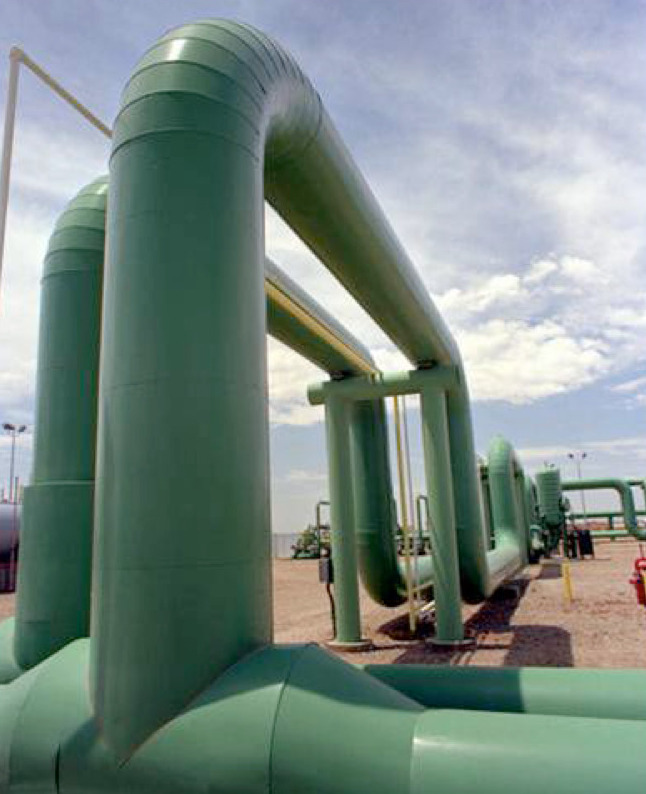
輸送氫氣的管道

氫氣基礎設施（英語：hydrogen infrastructure）是氫氣輸送管道、氫氣生產設施和用於分配以及銷售氫燃料的加氫站共同組成的基礎設施， 此基礎設施是讓氫氣燃料電池技術能成功商業化的先決條件。

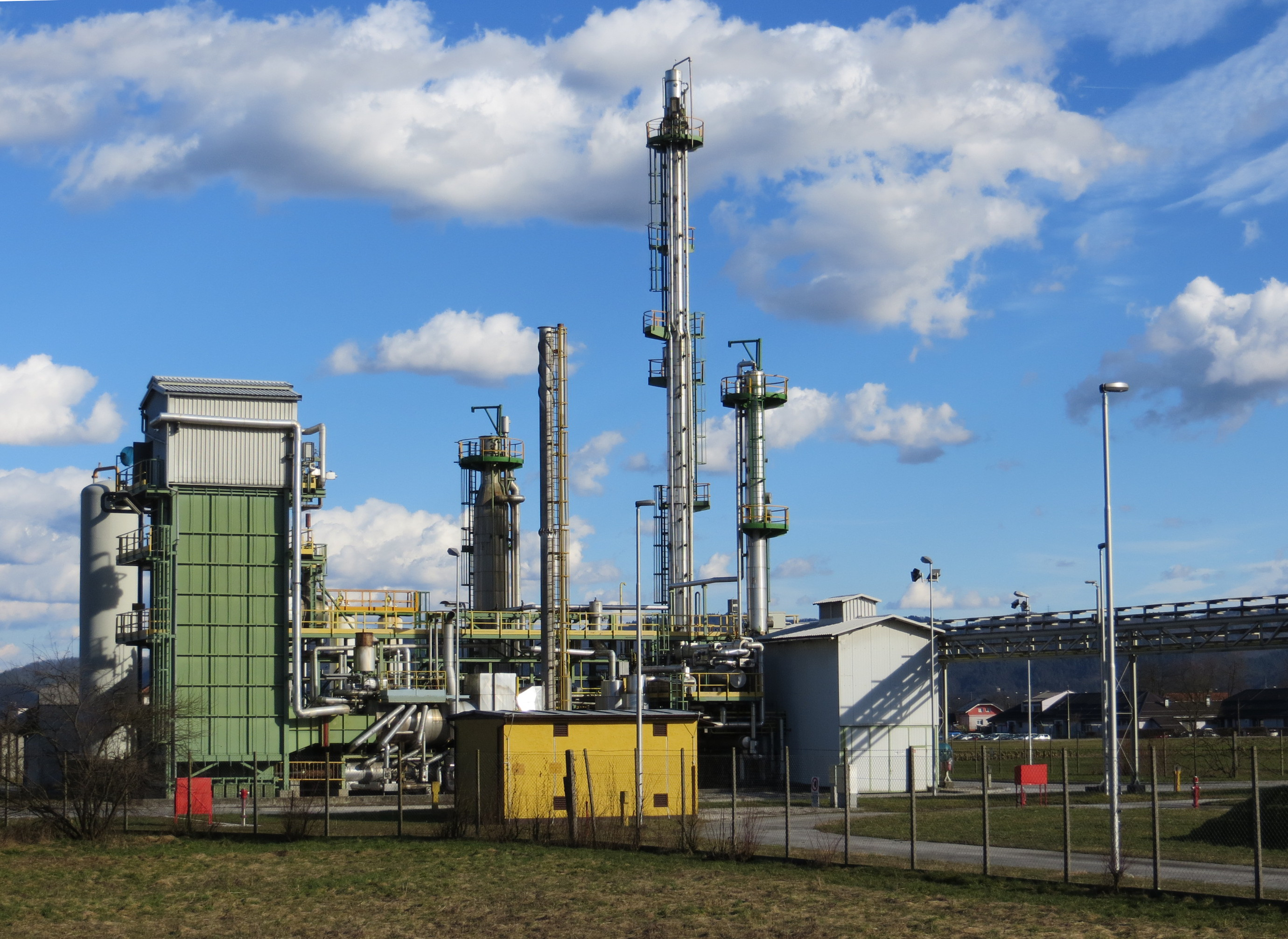
一間位於斯洛維尼亞，以蒸汽重整法由天然氣中萃取氫氣，名為Belinka Perkemija的工廠（2015年）。

氫氣基礎設施中的管道及加氫站負責輸送及分配氫氣。不靠近氫氣管道沿線的加氫站將透過氫氣罐、氫氣管式拖車、液氫拖車、公路液氫罐車、貨櫃式液氫罐或是現場生產設備取得氫氣。
管道是長距離運輸氫氣最便宜的方式。在大型煉油廠中必然有氫氣管道存在，氫氣被用於裂解原油，成為石油燃料。 國際能源署（IEA）建議利用現有工業港口進行氫氣生產，經由現有天然氣管道進行輸送，以及進行國際合作和運輸。
截至2019年，缺乏國際性電網連結的韓國和日本正進行氫經濟投資。日本福島氫能研究廠於2020年3月啟用，號稱是全球最大的氫氣生產設施。整個廠地大部分都佈滿太陽能光電陣列，所生產的電力，加上來自電網的電力，用於電解水來生產氫燃料。

## 輸送氫氣網路

### 氫氣公路
氫氣公路是沿途配備有一系列加氫站和其他基礎設施，讓以氫氣作為燃料的車輛得以順利運行的道路或是高速公路。

### 加氫站
不靠近氫氣管道沿線的加氫站將透過氫氣罐、氫氣管式拖車、液氫拖車、公路液氫罐車、貨櫃式液氫罐或是現場生產設備取得氫氣。也有像ITM能源之類的公司提供一般家庭在家自製氫氣（用於乘用車等用途）的解決方案。 美國加利福尼亞州、歐盟一些成員國（其中德國尤為積極），日本（也甚為積極），正透過政府支持的擴大氫燃料基礎設施的活動。

### 管道運輸
所謂氫氣管道運輸是透過管道運輸氫氣。此類管道將氫氣生產點（或配送點）與需求點連結，管道運輸成本與運輸壓縮天然氣（CNG）類似，是一種業經驗證的技術，然而，氫氣的生產設施分佈稀疏，目前是每隔50到100英里（80至161公里）會有一座工業生產設施。截至2004年，美國建有有900英里（1,448公里）的低壓氫氣管道，歐洲建有有930英里（1,497公里）的低壓氫氣管道。
根據一份於2024年4月發表的報導，美國已有1,600英里(2,570公里) 的氫氣管道，全球則有2,800英里 (4,500公里)的。而根據一份由世界經濟論壇於2023年12月發表的報告，歐洲已約略有1,600公里的氫氣管道，而奧地利、德國和義大利正規劃跨越三國，總計3,300公里的新管線。
所謂氫脆（由於金屬吸收氫而導致延展性降低）對於氫氣管道來說不是個問題。只有"可擴散氫" ，也就是氫原子或氫離子才會引起氫脆。然而氫氣是分子 (H2)，將氫分子分裂成原子需要非常大的活化能，通常不易發生。

### 作為再生能源載體
美國國家再生能源實驗室認為美國各郡縣有潛力生產比該國於2002年消耗汽油更多的再生氫氣，以供燃料電池車輛使用。
透過水電解產生的氫氣作為一種能量載體，與地下儲氫或其他大規模儲存技術相結合，在解決風能或太陽能發電所具的間歇性問題方面能發揮重要作用。

### 氫氣工廠
目前全球98%的氫氣採蒸汽重整法生產，也有少數使用水電解等方法生產。據稱目前全球最大的水電解氫燃料生產設施是福島氫能研究廠(FH2R)，這是一座10百萬瓦級氫氣生產工廠，於2020年3月7日在日本福島縣浪江町落成。整個廠地大部分都佈滿太陽能光電陣列，所生產的電力，加上來自電網的電力，用於電解水來生產氫燃料。

## 管道運輸氫氣

### 歷史
- 1938年 - 於萊茵-魯爾都會區裝設的第一條氫氣管道（長度240公里（150英里））由普通鋼管製成，壓縮氫氣壓力為210–20巴（21,000–2,000千帕（kPa）。一巴接近一標準大氣壓力），直徑250–300毫米（9.8–11.8英寸）。迄今仍在運作。[20][21]
- 1973年 – 於法國伊斯貝格架設的氫氣管道（長度30公里（19英里））。[22]
- 1985年 – 將上述法國管道從伊斯貝格延伸至比利時澤布呂赫
- 1997年 – 再從澤布呂赫連接到荷蘭鹿特丹
- 1997年至2000年：於美國有2氫氣網絡開發，一條位於德克薩斯州聖體市（位於墨西哥灣岸邊）附近，另一條將弗里波特（也位於墨西哥灣岸邊）和德克薩斯城（港口城市）連結。
- 2009年 – 美國氫氣生產商Air Products增建一條37英里的管道，將兩端既有管道連結，產生一條從 普拉克明到查爾梅特（兩地均位於路易斯安納州），長度達到150英里（240公里）的氫氣管道。[23]

### 經濟學

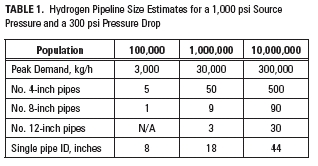
表一：氫氣管線口徑估算，源壓力為1,000psi，末端壓力降為300psi。

氫氣管道將氫氣從氫氣生產點（或配送點）運送到需求點。氫氣管道運輸已是成熟技術，且成本與輸送CNG相似，大多數氫氣是在需求發生的當地生產，通常每隔50至100英里就有一工業生產氫氣設施。

### 管道
對於壓力高達7,000磅/平方英寸（psi，等於48百萬帕（MPa））的金屬管道，首選為由最大硬度為80洛氏硬度的高純度不銹鋼製成，這種材料的硬度相對較低，但韌性較好。過高的硬度會導致材料變脆，容易產生裂紋，較不安全。
以下複合材料曾經過評估：
- 玻璃纖維包覆的碳纖維強化聚合物。[29]
- 全氟烷氧基烷烴（英语：Perfluoroalkoxy alkane）（PFA、MFA）。
- 聚四氟乙烯 (PTFE)
- 氟化乙烯丙烯（英语：Fluorinated ethylene propylene） （FEP）。[30]
- 碳纖維強化聚合物 (FRP)

由碳纖維強化聚合物及玻璃或金屬材料包覆的熱塑性塑料製成的管材受到進一步的研究。
通常透過鋼管輸送氫氣不會導致氫脆。氫氣通常儲存在鋼瓶中，並未出現問題。煤氣（也稱為城市煤氣）中含有50%的氫氣，在過去半個世紀中一直經由鑄鐵管道輸送，也沒出現脆化問題。

### 已建成管道

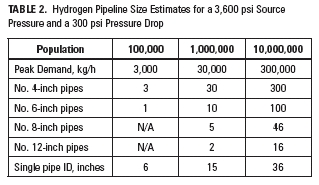
表二：氫氣管線口徑估算，源壓力為3,600psi，末端壓力降為300psi。

- 迄2004年 - 美國有900英哩（1,400公里）低壓氫氣管道[36][37]
- 迄2004年 - 歐洲有1,500公里（930英里）低壓氫氣管道。[38]

而在2023年迄2024年初，全球已有4,500公里的管道，美國有近2,600公里，歐洲有1,600公里，且歐洲有三國正規劃興建跨國性，長度達3,300公里的氫氣管道。

## 氫氣公路
所謂氫氣公路是沿路配備有一系列加氫站和其他基礎設施，讓以氫氣作為燃料的車輛得以順利運行的道路或是高速公路。曾於2001年-2006年期間擔任福特汽車董事長的小威廉·克萊·福特表示，基礎設施不足是阻礙燃料電池汽車受到普遍使用的三個因素之一（另外兩個是成本高和無法大量生產）。

### 供應問題、成本與污染
加氫站通常有諸多的機會利用液氫載具（罐車、拖車等）從氫氣供應商取得氫氣。萬一氫氣供應設施作業中斷，就會導致多個加氫站暫停營業。估計建造一座加氫站的成本在100萬至400萬美元之間。
截至2019年，98%的氫氣是將天然氣經蒸氣重整後而得，此過程中會排放大量的二氧化碳。目前大部分的氫氣也是透過車輛運送，過程中會使用石化燃料，因而增加溫室氣體的排放。

## 加氫站

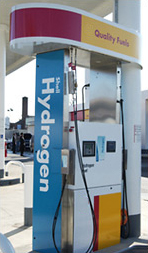
加氫機

加氫站既儲存氫氣，也為需要氫氣燃料者提供氫氣。氫氣銷售按重量計價。常用的加氫壓力有兩種：H70（700巴），以及舊標準H35（350巴）。而截至2023年底，全球加氫站已增至921個，但分佈甚不均勻：集中在東亞的中國、日本與韓國，中歐及美國的東西兩岸。其他的地方甚少見。

### 輸送方式
加氫站有兩種：離站式加氫站和在站式加氫站，前者的氫氣由外部供應，例如透過卡車或管線運送而來。後者為在站內設置氫氣生產設備，經壓縮後提供給需要者。

### 加氫站類型

#### 家用加氫站
家用加氫站自行生產氫氣。有一款製氫機每天可生產12公斤氫氣，售價為325,000美元。
另有家用太陽能發電水電解製氫機，由太陽能光電面板、電力轉換器、淨水器、電解槽、管道、氫氣淨化器、氧氣淨化器、壓縮機、壓力容器和氫氣輸出裝置組成。

### 氫氣燃料缺點

#### 不穩定
氫燃料因為燃點低，燃燒能量高，而且很容易從儲槽洩漏，具危險性。有加氫站發生爆炸的報導。

#### 供應
加氫站通常利用液氫載具（罐車、拖車等）從氫氣供應商運送氫氣。若是氫氣供應設施作業中斷會導致多個加氫站暫停營業。

#### 成本
全球的加氫站數量遠比加油站為少，光是美國於2004年就有168,000個加油站。在美國建設氫燃料基礎設施以取代石油基礎設施估計將花費5,000億美元。建造一座加氫站的成本在100萬至400萬美元之間。相較之下，純電動汽車可利用家中或公共充電器充電。截至2023年，美國有超過6萬個公共充電器，超過16萬個家用充電器。公共2級充電器（美國大多數公共充電器均為此類型）的成本約為2,000美元，而直流快速充電器（美國有超過30,000座）的成本通常在100,000至250,000美元之間，特斯拉超級充電器的成本估計約為43,000美元。

#### 加氣槍凍結問題
加氫的時候，超冷的氫氣會讓加氣槍上出現一層霜，嚴重的話還會把加氣槍凍結在車輛進氣口上。

### 加氫站全球分佈
德國永續能源及替代能源顧問公司Ludwig-Bölkow-Systemtechnik追蹤全球加氫站的建置，並為此發佈分佈圖供大眾參考。

#### 亞洲
全球迄2019年底共有330座公共加氫站投入營運（加氫站總數為432座）。

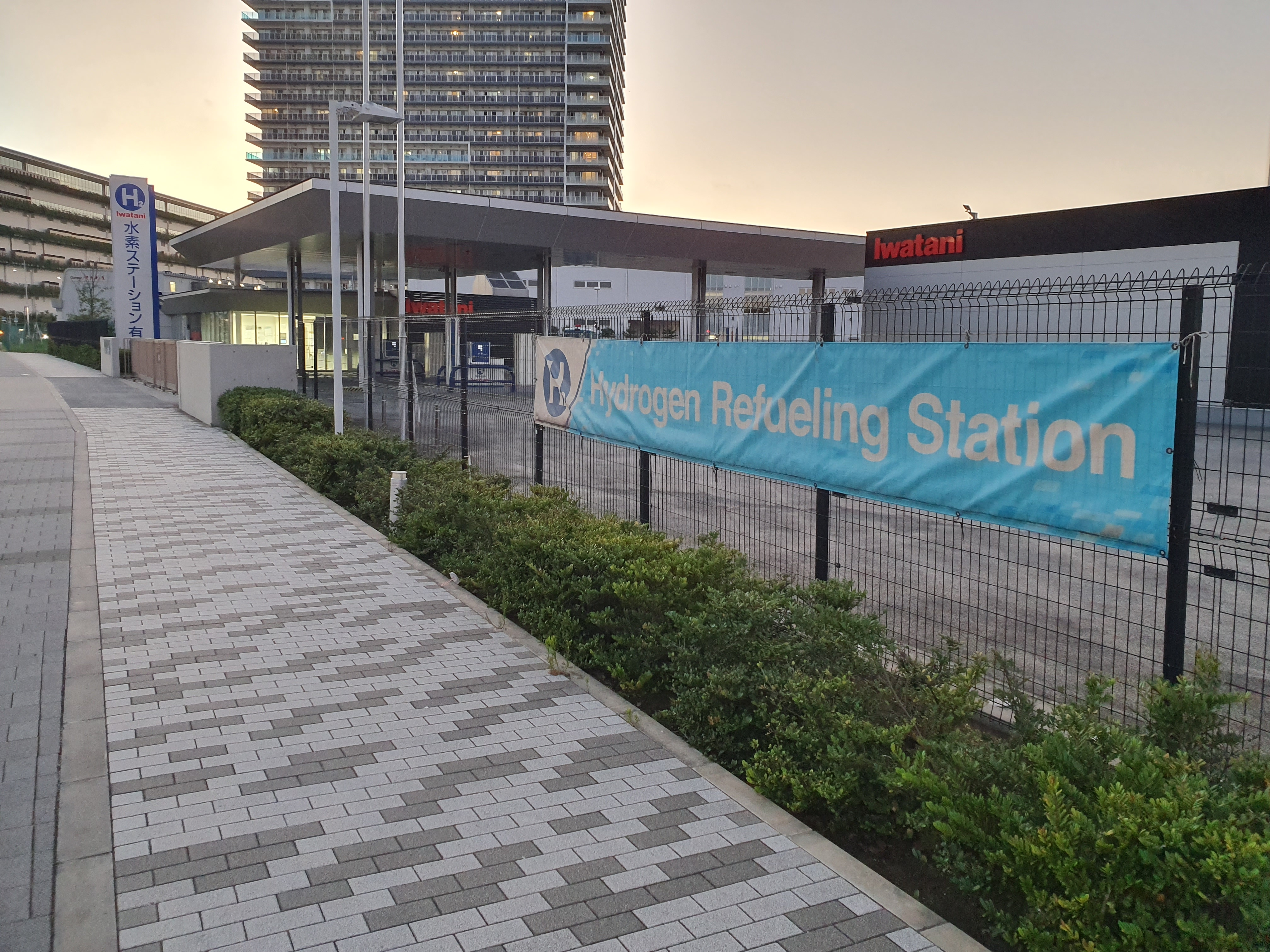
位於日本東京都江東區有明的一座加氫站。

日本在2012年有17個加氫站，到2021年已有有137個公共加氫站。截至2023年5月，日本有167個營運的公共加氫站。
截至2020年底，中國已建成118座加氫站。到2023年底，中國運作中加氫站的數目已增至354座。
韓國於2019年共有33座公共加氫站。然而到2023年11月，由於氫氣供應問題和加氫站設備破損，該國大多數加氫站已不再供應氫氣。於該國的159座加氫站中，有41座列為開放運作，其中一些以配給方式供應氫氣。

#### 歐洲
歐洲在2019年共有177座加氫站，到2023年底已增至265座，其中德國擁有105座。同一時間內，全球的加氫站總數已達921座。
截至2020年6月，德國有84座公共加氫站，法國有5座，冰島有3座，義大利有1座、荷蘭有4座、比利時有2座、瑞典4座、瑞士有3座以及丹麥有6座。丹麥唯一的加氫站營運商Everfuel於2023年宣佈將該國所有公共加氫站關閉。
截至2021年6月，挪威有2座公共加氫站，皆位於首都奧斯陸。自2019年6月桑維卡加氫站（位於該國東南部，距離奧斯陸約15公里）發生爆炸以來，氫氣汽車在挪威的銷售已經停止。 Everfuel於2023年宣佈關閉在挪威的兩座公共加氫站，並停止開放使用第三座。
截至2020年6月，英國共有11個公共加氫站，但截至2023年，數量已減少至5座。殼牌於2022年將位於英國的三個加氫站關閉。

#### 北美

##### 加拿大
截至2023年7月，加拿大共有10座加氫站，其中9座對外開放：
- 英屬哥倫比亞省：5座位於大溫哥華地區和溫哥華島，1座位於基洛納。所有6座加氫站均由HTEC公司（與殼牌和埃索進行品牌合作）營運。[83]
- 安大略省：於密西沙加的加氫站由Hydrogenics公司（英语：Hydrogenics）營運。此加氫站僅對某些商業客戶開放。[84]
- 魁北克省：於大蒙特婁地區（英语：Greater Montreal）的3座加氫站由殼牌運營，於魁北克市的1座加油站由Harnois Énergies（與埃索進行品牌合作）營運。[84]

##### 美國
截至2024年7月，美國共有54座公共加氫站，其中53座位於加州，1座位於夏威夷州。
- 加州：目前尚不確定州政府是否對加氫站持續提供資助。[85]殼牌於2023年9月宣佈關閉位於該州的加氫站，並停止增建加氫站的計畫。 [86]於2024年，據報因氫氣短缺和加氫站性能不可靠，"南加州大部分的加氫站處於關閉或縮短營業時間的狀態"。[87]
- 夏威夷州於2009年在希卡姆（當地有美軍珍珠港-希卡姆聯合基地）開設第一座加氫站。[88][89]Aloha汽車公司於2012年在檀香山開設一座加氫站。[90]然而截至2023年4月，夏威夷僅有一座公共加氫站在運作。[62]
- 密西根州：福特汽車和空氣產品公司於2000年在密西根州迪爾伯恩開設北美第一座加氫站。[91]但截至2023年11月，密西根州並無運作中的公共加氫站。[62]
- 華盛頓: 該州已經開設了氫氣加油站，燃料售價為四美元 在東溫納契。[92]

#### 大洋洲
澳大利亞第一座公共加氫站於2021年在坎培拉開業，由公用事業公司ActewAGL營運。

## 氫氣罐

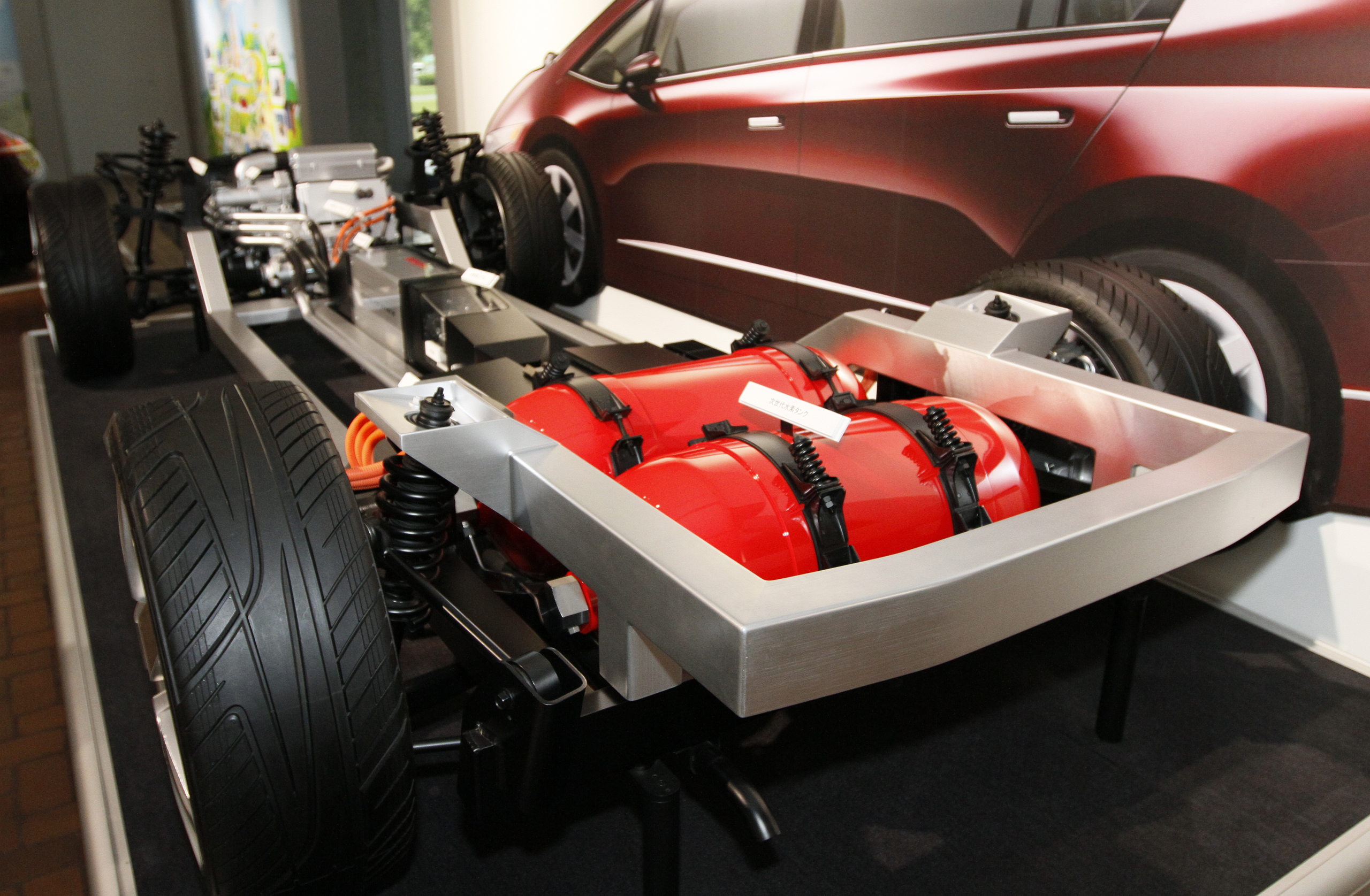
一輛本田FCX燃料電池車上的氫氣儲存罐。

氫氣罐（hydrogen tank，其他英文名稱有hydrogen cartridge，或hydrogen canister）用於儲存氫氣。第一個用於充填700巴（70百萬帕，或10,000磅/平方英寸）壓縮氫氣的IV型氫氣罐於2001年上市，第一批配備IV型氫氣罐的燃料電池汽車款式有豐田FCHV、梅賽德斯-賓士F-Cell和通用HydroGen4三種。

### 低壓罐
針對不同的應用會開發不同的氫氣儲存容器。最近，Hy-Can[聯盟推出小型，容量為1公升、10巴（1.0百萬帕，或150磅/平方英寸）規格的容器。 新加坡氫燃料電池製造商Horizon Fuel Cells Technologies現正銷售一款名為HydroStik，可重複填充的金屬氫化物儲氫罐（3百萬帕（30巴，或440磅/平方英寸）），針對的是消費者市場。

### I型
- 金屬罐（鋼或鋁材質）
- 約略最大壓力：鋁罐 - 175巴（17.5百萬帕，或2,540磅/平方英寸），鋼罐 - 200巴（20百萬帕，或2,900磅/平方英寸）。

### II型
- 金屬圓筒，周圍纏繞有玻璃纖維/芳香聚醯胺或碳纖維等細絲。[99]參見複合材料包裹壓力容器（英语：composite overwrapped pressure vessel）。
- 約略最大壓力：鋁罐/玻璃纖維 - 263巴 (26.3百萬帕，或3,810磅/平方英寸)，鋼罐/碳纖維或芳香聚醯胺纖維 - 300巴 (30百萬帕，或4,400磅/平方英寸)。

### III型
- 由複合材料製成，外層為玻璃纖維/芳香聚醯胺纖維或碳纖維，內襯金屬（鋁或鋼）。
- 約略最大壓力：鋁罐/玻璃纖維 - 305巴（30.5百萬帕，或4,420磅/平方英寸），鋁罐/芳香聚醯胺纖維 - 438巴（43.8百萬帕或6,350磅/平方英寸），鋁罐/碳纖維 - 700巴（70百萬帕，或10,000磅/平方英寸）。

### IV型

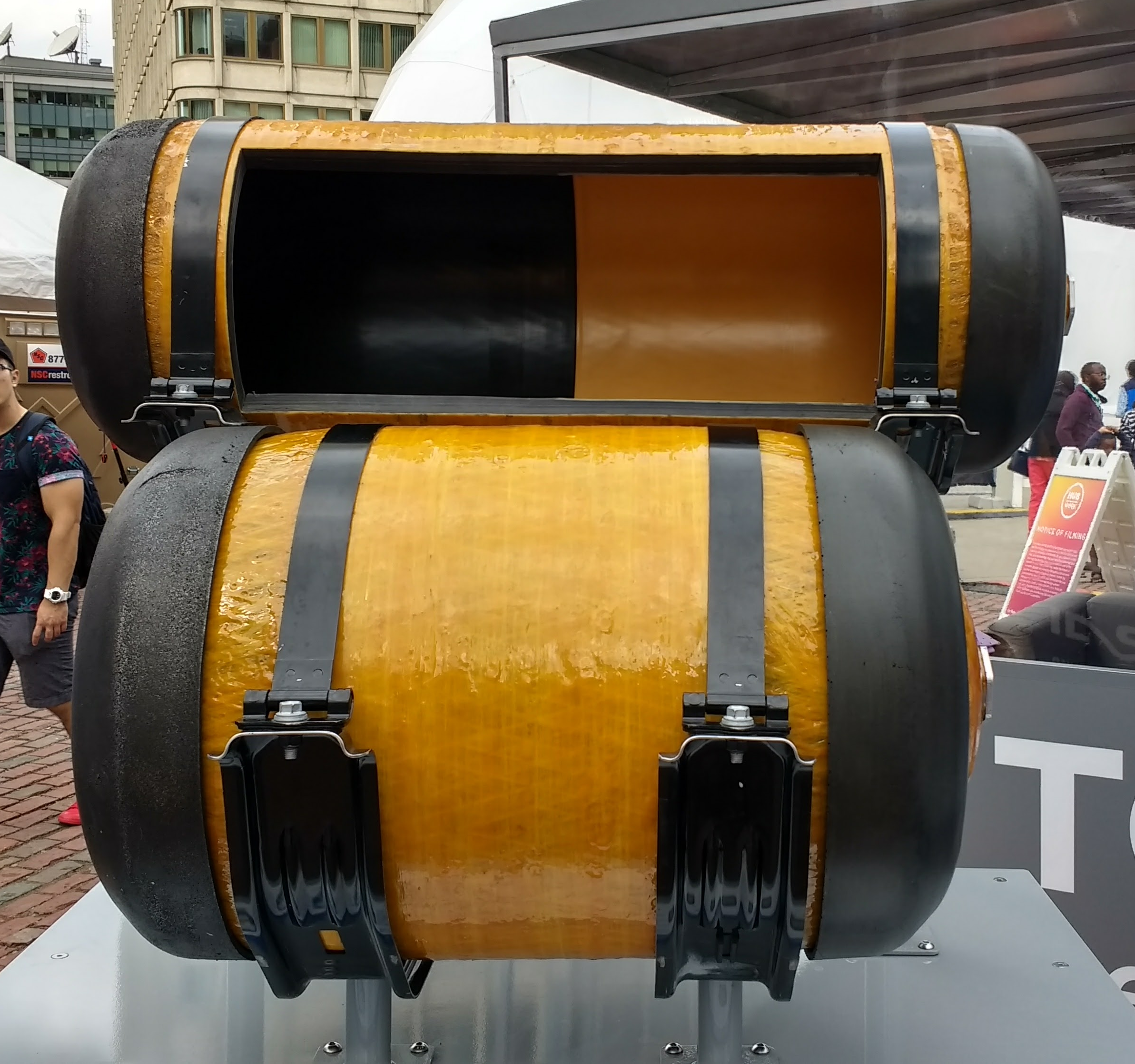
豐田Mirai氫燃料車的氫氣儲存罐。Mirai的日文漢字為"未來"。

- 由複合材料製成，外層為碳纖維，內襯聚合物（熱塑性塑料）。參見旋轉成型（英语：Rotational molding）和纖維強化塑膠。
- 約略最大壓力：700巴（70百萬帕，或10,000磅/平方英寸）。

### V型
- 全複合材料,且無內襯儲罐。 美國科羅拉多州的Composites Technology Development公司於2010年為一衛星應用建造一原型罐，其工作壓力僅為200磅/平方英寸，且用於儲存氬氣（而非氫氣）。
- 約略最大壓力：1,000巴（100百萬帕，或15,000磅/平方英寸）。

### 儲罐測試和安全考慮因素
根據氣態氫和氫混合物陸用車燃料箱標準 - ISO/TS 15869（修訂版）：
- 爆破測試：儲槽爆裂的壓力通常大於工作壓力的2倍。
- 耐壓：執行測試的壓力，通常高於工作壓力。
- 洩漏測試或滲透測試，[100]以NmL/hr/L為單位 (標準氫氣升/小時/儲罐體積)。
- 材料疲勞測試（英语：Fatigue testing），通常是數千次充填/排放循環。
- 篝火測試，將儲罐暴露於明火中。
- 槍彈射擊測試，向儲罐發射實彈。

上述規範已被ISO 13985:2006 取代，僅適用於液氫罐。
歐盟的規範 - 實際標準EC 79/2009（Actual Standard EC 79/2009）列有關於儲罐檢測與安全的規定，而實際標準EC 79/2009已於2022年7月被廢除，目前適用的法規有Reg. (EC) 79/2009、Reg. (EU) 2021/535與UN Regulation No 134三項，但似乎不算完備。諮詢、測試與認證組織TUV南德意志集團敦請業者在歐盟完善法規出臺前，對於自己的產品除依循前述三項法規之外，還得參考業界自身的常態及標準。
美國能源部設有一氫氣安全最佳實踐網站，其中列有關於儲罐和管道的大量資訊。資料簡潔指出"氫是一種非常小的分子，黏度低，因此容易洩漏。"

### 金屬氫化物儲氫

#### 氫化鎂
基於鎂的氫儲存系統（氫化鎂）是一種可逆的儲氫技術，具有較高的安全性。系統工作壓力通常限制在10巴（1.0百萬帕，或150磅/平方英寸 ），吸附氫分子過程為放熱反應，釋放過程為吸熱反應，且需用到較高的活化能。

## 資料來源`
- . International Energy Agency. 2019  [2024-09-11]. （原始内容存档于2019-12-12）.

## 外部連結
- Hydrogen Embrittlement group
- California Hydrogen Highway
- Hydrogen Highway, Norway to Germany （页面存档备份，存于）
- Interactive map of hydrogen stations in Europe and worldwide （页面存档备份，存于）
- Interactive map of hydrogen stations in Europe and worldwide （页面存档备份，存于） (includes non-public stations)
- H2Map.com （页面存档备份，存于） Map of hydrogen refueling stations in the UK
- H2stations.org （页面存档备份，存于） Map of hydrogen refueling stations worldwide (GIS)
- California Fuel Cell Partnership Map （页面存档备份，存于） Map of hydrogen fueling stations in California, with real-time status reports
- EUhyfis （页面存档备份，存于）
- ISO-TC 197 （页面存档备份，存于）